# Mondkwadrant

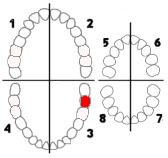
De tweede kies linksonder wordt met 37 aangegeven.

Een mondkwadrant is een vierde deel van de mond van de mens. Deze indeling wordt bij de internationale tandnummering gebruikt om aan te duiden waar in de mond een bepaalde tand zich bevindt. Een volwassen gebit van een mens heeft in ieder mondkwadrant acht tanden, een melkgebit in ieder mondkwadrant vijf tanden. De vier kwadranten worden in het volwassen gebit 1 tot en met 4 genummerd en in het melkgebit 5 tot en met 8.
| 1 | rechtsboven |
| 2 | linksboven  |
| 3 | linksonder  |
| 4 | rechtsonder |

## Overige
De indeling in vier kwadranten wordt in de wiskunde in het platte vlak ook zo gehanteerd.